# Fizyczne osadzanie z fazy gazowej
Fizyczne osadzanie z fazy gazowej (używany jest skrótowiec PVD, od ang. physical vapour deposition) – osadzanie powłoki z fazy gazowej, przy którym zachodzą tylko zjawiska fizyczne, a nie zachodzą reakcje chemiczne. Pojęcie obejmuje różne metody wytwarzania cienkich warstw przez kondensację pary osadzanego gazu na materiale.  
Mechanizm tworzenia powłoki opiera się na krystalizacji. Proces fizycznego osadzania z fazy gazowej prowadzony jest w warunkach wysokiej próżni, ze względu na konieczność zapewnienia odpowiednio długiej drogi swobodnej cząsteczce gazu. Gaz materiału osadzanego krystalizuje na podłożu, wiążąc się siłami adhezji. Z tego względu połączenie powłoka–podłoże ma charakter adhezyjny i zależy od czystości podłoża. Przed obróbką właściwą stosuje się chemiczne (zgrubne) i jonowe (dokładne) metody oczyszczania powierzchni. 
Fizyczne osadzanie z fazy gazowej ma bardzo duży potencjał zastosowań, głównie ze względu na niską temperaturę obróbki oraz zachowanie składu chemicznego materiału źródła. W procesie tym osadzaniu powłoki nie towarzyszą żadne przemiany chemiczne; obserwuje się wyłącznie zmianę stanu skupienia wprowadzonej substancji. Mechanizm osadzania kontrolowany jest przede wszystkim przez dobór temperatury podłoża oraz ciśnienie i skład atmosfery reakcyjnej. Celem procesu jest wytworzenie cienkich warstw, o ściśle określonym składzie, modyfikujących fizyczne i chemiczne właściwości powierzchni.

## Przebieg procesu PVD
- Etapy podstawowe
  - uzyskanie par materiału
  - transport par na powierzchnię docelową
  - kondensacja par na podłożu i wzrost powłoki
- Etapy wspomagające
  - jonizacja elektryczna par i dostarczonych gazów
  - krystalizacja z otrzymanej plazmy metalu lub fazy w stanie gazowym

## Odmiany PVD
- naparowywanie
- napylanie
- plasma-assisted PVD
- wzbudzanie par wiązką elektronową – electron beam PVD
- osadzanie rozpylonych atomów lub jonów w polu magnetycznym – magnetron sputtering PVD
- osadzanie za pomocą lasera impulsowego – pulsed laser deposition (PLD)
- niskociśnieniowe wyładowanie łukowe – PA PVD-Arc
- technologie hybrydowe, w tym wieloźródłowe i wieloetapowe
- łukowo-magnetronowa ABS

## Literatura
- L.A. Dobrzański: Podstawy nauki o materiałach i metaloznawstwo: materiały inżynierskie z podstawami projektowania materiałowego. WNT, ISBN 83-204-3249-9